# Ernest Cline
Ernest Christy Cline (Ashland, 29 maart 1972) is een Amerikaans schrijver van sciencefictionboeken, spoken word-artiest en scenarioschrijver.

## Biografie
Ernest Cline werd geboren in 1972 in Ashland, Ohio als zoon van Faye Imogene (Williams) en Ernest Christy Cline. 
In 1996 schreef Cline het scenario van de film Buckaroo Banzai Against the World Crime League, de sequel van de film The Adventures of Buckaroo Banzai Across the 8th Dimension uit 1984. Omdat de film flopte en de filmmaatschappij failliet ging, werd deze film nooit uitgebracht maar het scenario werd verspreid via internet en kreeg heel wat aandacht. In 1998 schreef Cline het scenario van Fanboys, uitgebracht in 2009 en ook zijn filmscenario van Thundercade werd in de zomer van 2008 gekocht door Lakeshoure Entertainment.
Van 1997 tot 2001 gaf hij voordrachten van eigen werk op de Austin Poetry Slam-wedstrijden waar hij in 1998 en 2001 het kampioenschap won. Hij publiceerde in 2001 in eigen beheer een chapbook (een kleine collectie van eigen gedichten) met de titel The Importance of Being Ernest. In 2013 werd een nieuwe editie uitgegeven door Write Bloody Publishing.
In juni 2010 verkocht Cline zijn eerste sciencefictionboek Ready Player One aan de Crown Publishing Group (onderdeel van Random House) en de dag erna werden de filmrechten gekocht door Warner Bros. waarbij vermeld werd dat Cline ook het scenario zal schrijven. Op 16 augustus 2011 werd het boek gepubliceerd en Cline onthulde dat in het boek een Easter egg verscholen zat en loofde een DeLorean uit 1981 uit aan de winnaar van de competitie die daaraan verbonden werd. Op 14 juli 2015 werd Cline’s tweede roman Armada gepubliceerd waarvan de filmrechten reeds eerder werden gekocht door Universal Pictures. In augustus 2015 werd aangekondigd dat de rechten voor een derde boek gekocht waren door de Crown Publishing Group. De film Ready Player One, geregisseerd door Steven Spielberg werd uitgebracht in maart 2018.
In november 2020 verscheen de roman Ready Player Two, de sequel op Ready Player One.